# 入野義朗
入野 義朗（いりの よしろう、1921年11月13日 - 1980年6月23日）は、日本の現代音楽の作曲家。

## 人物
若い頃の名前は「義郎」であり、1958年以降、現在の名前に改名。十二音技法を始めとする20世紀音楽の創造と啓蒙に尽力すると共に、桐朋学園を中心に後進の育成に力を注いだ。作品は劇音楽、管弦楽、室内楽、声楽など多岐にわたる。1980年の没後、従五位勲四等旭日小綬章を授与された。また同年に「入野賞」、1981年に「アジア作曲家連盟入野義朗記念賞」が設けられ、ともに若い作曲家のための登竜門として今日まで存続し続けている。

## 経歴
入野は1921（大正10）年、貿易会社勤めの父の赴任地、旧ソビエト連邦のウラジオストックに生まれた。両親は熱心なハリストス正教徒で、義郎と名付けられた。6歳の時一家で帰国する。13歳で中野にある東京高等学校 (旧制)尋常科入学した。かなり進んだ音楽教育を受け、それまでにやっていたヴァイオリンやピアノに加え学校の音楽部でクラリネットやアコーディオンにも手を染め、音楽好きの次兄に倣い作曲もした。16歳のころ、5歳年長の柴田南雄と知り合う。1938年17歳で東京高等学校高等科入学、在学中に独、仏、露、ギリシャ語を習得。諸井三郎の『和声学入門』を独習する。東大オーケストラに応援に行き、ヴァイオリンやフルートを演奏した。1941年20歳で東京帝国大学経済学部入学、すぐに東大オケに入り、戸田邦雄（6歳年長）、柴田南雄、三木鶏郎ら先輩と交友する。翌年柴田の紹介で諸井三郎に師事し、和声、対位法、楽式を習う。諸井宅の作品試演会で作品が演奏された。
1943年9月に繰上卒業となり横浜正金銀行入行、そこから海軍経理学校へ行き呉鎮守府で軍務につく。終戦までそこに留まり終戦時は海軍主計大尉であった。1945年9月に復員、銀行に復帰する。しかし半年余りで銀行を辞め、音楽関係の仕事で生計を立てる決心をした。

### 作曲家として
入野は1946年2月に柴田南雄の主唱で発足した新声会に参加し、その試演会で作品を発表した。前年作曲の『絃楽四重奏曲』が日本音楽連盟賞を受賞し、3月に初演された。1948年にサイゴンから帰国した戸田邦雄がルネ・レイボヴィッツの『シェーンベルクとその楽派』を持ち帰り、これをきっかけに柴田南雄らと共に音楽理論の勉強会を行う。同年『管絃楽の爲のアダヂェットとアレグロヴィヴァーチェ』が第18回音楽コンクール第2位入選した。1951年には十二音技法を用いた「七つの楽器のための室内協奏曲」を作曲した。この曲は日本において、十二音技法で書かれた最初の作品と称されている。同時期、『音楽芸術』誌に「シェーンベルクの作曲技法」、「十二音音楽とは何か」を発表し、理論を紹介する。1953年、12音技法で『小管弦楽のためのシンフォニエッタ』作曲、これは翌年第6回毎日音楽賞受賞した。このころからNHKのラジオドラマや放送用の音楽を多く作るようになる。
1956年に柴田南雄、諸井誠、黛敏郎らと現代音楽の音楽祭開催を計画し、翌1957年20世紀音楽研究所を設立した。同年から1965年まで6回の音楽祭を開催し、シェーンベルクを始めとした新ウィーン楽派、またフランス、アメリカ、イタリア、日本の現代音楽作品を紹介した。1957年にはブリヂストン美術館主催の「作曲家の個展」で入野作品が録音テープにより演奏される。「2つの弦楽器群と管・打楽器群のための合奏協奏曲」（1957年）と「シンフォニア」（1959年）で尾高賞（第6回と第8回）を受賞した。1958年『言葉と音楽のための3つの形象』がイタリア賞受賞。この年、姓名判断により名前の表記を「義朗」とする。
1962年、第36回ISCM国際音楽祭 (ロンドン) 、ラジオ・テレビおよび映画についての国際会議 (ザルツブルク) 等に参加、入野作曲のオペラ『綾の鼓』がNHKから出品され第2回ザルツブルク・テレビ・オペラ賞受賞した。1963年に音楽詩劇『ほんとうの空色』が、イタリア放送協会賞を受賞した。1965年にはNHK大河ドラマ「太閤記」の音楽を担当、この年レイボヴィッツの『シェーンベルクとその楽派』を翻訳し音楽之友社から出版した。
以後、彼は、この12音技法を多くの作品で使用するとともに、海外の現代音楽や音楽文献を、日本の音楽界に紹介することに尽力した。しかしながら、前衛の時代が終わった1970年以降は自由な無調性を好んだ。1967年には石井眞木、福島和夫、諸井誠と共に日独現代音楽祭を創設し、ドイツを中心とした現代音楽を紹介する音楽祭を毎年開催した。1971年には東京音楽企画研究所（TOKK）を設立して所長に就任、1973年から1975年にかけてTOKKアンサンブルを率いて海外公演を行った。1976年には日独現代音楽祭を継承するパンムジーク・フェスティバル東京を創設し、古今東西の作品を紹介する音楽祭を開催した。
このほかに入野が作曲家としてかかわった団体には次のものがある。
- 国際音楽評議会 (IMC) 日本国内委員作曲部門の委員 （1959～)[2]
- 日本音楽家クラブ委員　1960～[18]
- 日本現代音楽協会委員 1960～1976[18]
- 日本作曲家組合委員　1962～　1964年副委員長　JASRACの経理問題をめぐりJASRACと対立、1965年まで刷新委員会の委員としてJASRACの再建に努める[19][20]。
- 詩と音楽の会委員　1965年～亡くなるまで[19]
- JASRAC監事　1965年～1967年、1971年～1974年[19][21]
- アジア作曲家連盟 (ACL)　1973～　発起人として設立に尽力し、設立後に名誉会員となる[22]

### 教育者として
入野は1949年から1954年まで東京音楽書院に勤務し、編集、編曲、訳詞などを手掛けた。また1949年に「子供のための音楽教室」の教師も務めはじめ、後に桐朋学園大学付属の音楽教室となってからも続けた。桐朋学園では、1959年から桐朋学園短期大学音楽科教授、1960年から1971年まで桐朋学園理事、教務部長、1961年から亡くなるまで桐朋学園大学音楽学部教授を務めた。
このほかに入野は、1952年から1958年までフェリス女学院短期大学音楽科の講師を務め、さらに1953年から1955年まで東京工業大学で音楽概論の講師も務めた。
教壇に立つだけでなく、日本音楽コンクール作曲部門審査員を1954から1973年まで務めている。墓所は多磨霊園。

## 作品
詳細は「入野義朗の楽曲一覧」を参照
ここに載せている作品は、録音もしくは出版されたものである（映画音楽を除く）。

### 舞台作品
- 綾の鼓（1962）
- 曽根崎心中考（1977）

### 管弦楽
- 小管弦楽のためのシンフォニエッタ（1953）
- ヴァイオリンとピアノのための二重協奏曲（1955）
- シンフォニア（1959）
- チェンバロ、打楽器と19の弦楽器のための音楽（1963）
- 交響曲第2番 (1964) Peters刊
- 二本の尺八とオーケストラのための「Wandlungen」（1973）

### 室内楽・独奏
- ピアノ三重奏曲　作品4（1948）
- 弦楽六重奏曲（1950）
- 三つのピアノ曲（1958）
- ヴァイオリンとチェロのための音楽（1959）
- 2台のピアノのための音楽（1963）
- 弦楽三重奏曲（1965）
- 二面の箏と十七弦のための三楽章（1966）
- ある日のペペ（1967）
- ギターと6人の奏者のための7つのインヴェンション（1967）
- ヴァイオリンとピアノのためのソナタ（1967）
- 独奏チェロのための三楽章（1969）
- H.R.S.のためのトリオ'70（1970）
- グローブス I  （1971）
- 三つの即興曲（1972）
- シュトレームング（1973）
- グローブス III （1975）
- マリンバ独奏のための「運動」（1977）
- 四大（1979）

### 声楽
- 白い箱（1959）
- 東北民謡による三つの混声合唱（1960）
- 白夜（1966）
- 評弾（1977）

### 映画音楽
- 海は生きている（1958）
- 性生活の知恵（1961）
- 獣の戯れ（1964）

### 放送音楽
- NHK大河ドラマ「太閤記」（1965）

### 校歌
- 埼玉県立秩父高等学校校歌 (1952)
- 東京都品川区立荏原第五中学校校歌 (1952)
- 岩手県二戸市立金田一中学校校歌 (1953)[注釈 2]
- 東京都目黒区立目黒第二中学校校歌 (1953)[注釈 3]
- 茨城県取手市立取手第一中学校校歌 (1955)[注釈 4]

- 茨城県古河市立古河第一中学校校歌 (1955)
- 東京都立明正高等学校校歌 (1956)[注釈 5]
- 三重県立伊勢実業高等学校校歌 (1959)[注釈 6]
- 桐朋小学校初等部の歌 (1960)
- 桐朋学園学園歌 (1961)
- 埼玉県川島町立川島中学校校歌 (1962)
- 湘南女子学園園歌 (1962)[注釈 7]
- 茨城大学教育学部附属小学校校歌 (1963)
- 桐朋学園高原寮によせて (1963)
- 東京都立田無工業高等学校校歌 (1963)
- 長野県松本市立筑摩小学校校歌 (1963)
- 長野県安曇野市立豊科小学校校歌 (1963)
- 広島県立神辺工業高等学校校歌 (1963)[注釈 8]
- 山梨県立女子短期大学校歌 (1967)[注釈 9]
- 神奈川県立追浜職業訓練所・技術高等学校校歌 (1968)[注釈 10]
- 呉中学校・高等学校校歌 (1968)
- 山梨県韮崎市立韮崎西中学校校歌 (1968)
- 北海道札幌市立中央中学校校歌 (1969)
- 東京都立清瀬東高等学校校歌 (1979)[注釈 11]

## 著書
- 『音楽読本――楽典・和声・楽式・音楽史』（東京音楽書院／1953 柴田南雄、北澤方邦との共著）
- 『十二音の音楽――シェーンベルクとその技法』（早川書房／1953）
- 『音楽史年表』（東京創元社／1954　柴田南雄との共著）
- 『名曲読本　オペラ篇』（修道社／1956）
- 『音楽の基礎　ソルフェージュ　初級編（上中下巻）』（東京音楽書院 → ケイ・エム・ピー　高橋冽子との共編著）
- 『音楽の基礎　ソルフェージュ　中級編（上下巻）』（東京音楽書院 → ケイ・エム・ピー 高橋冽子との共編著）
- 『十二音作曲技法』（音楽之友社／出版年不明 守田正義、大築邦雄、戸田邦雄、石桁真礼生、辻啓一との共著）

### 訳書
- ヘルマン・エルプ『現代音楽の理解――新音楽の本質について』（音楽之友社／1955）
- カール・ヴェルナー『現代の音楽』（音楽之友社／1955）
- ヨーゼフ・ルーファー『12音による作曲技法』（音楽之友社／1957）
- プリーベルク『電気技術時代の音楽』（音楽之友社／1963）
- ラーシュ・エドルンド編著『現代音楽のための視唱練習』（全音楽譜出版社／1964）
- ルネ・レイボヴィッツ『シェーンベルクとその楽派 Schoenberg and His School』（音楽之友社／1965）(ディカ・ニューリンによる英訳本からの翻訳[25])
- ジークフリート・ボリス『モダン・ジャズ』（朝日出版社／1971）
- エアハルト・カルコシュカ『現代音楽の記譜 Das Schriftbild der neuen Musik』（全音楽譜出版社／1978）
- ディーター・デ・ラ・モッテ『音楽の分析』（全音楽譜出版社／1983）

## 没後の演奏会等
- 1980年6月29日 NHKFM「現代の音楽」で「入野義朗を偲んで」放送[26]。
- 1980年7月25日 テレビ朝日「題名のない音楽会」の「入野義朗・人とその作品」公開録画、8月3日放送[26]。
- 1980年9月19日 「パンムジークフェスティバル」に先立ち「入野義朗追悼演奏会」開催[27]。入場料収入は全額「入野賞」基金に組み入れられた[26]。
- 1980年11月4日 国際音楽芸術家協会'80秋季フェスティバル「入野義朗追悼IMAS現代作曲家の夕べ」開催[26]。
- 1980年12月21日 NHKFM「現代の音楽」で9月19日の録音「入野義朗への追悼曲」放送[26]。
- 1981年3月 香港で第7回アジア作曲家連盟会議が開催され、「入野義朗教授追悼会」が行われ、「入野義朗記念賞」が設立された。[28]
- 1981年7月18日 「入野義朗 メモリアル コンサート」がJMLセミナー、ジャパン・ミュージック・ライフ主催開催[28]。
- 1982年6月 「入野義朗追悼」創作ダンスがニューホークでSaeko Ichinohe & Companyにより公演[29]。
- 1983年6月1日 「入野義朗没後三周年追悼演奏会」が同演奏会実行委員会主催で行われる[29]。
- 1983年12月10日 「故入野義朗追慕」がアジア作曲家連盟韓国委員会第7回作品発表会として開催[29]。
- 1983年12月13日 「入野義朗記念コンサート」が高崎短期大学音楽科主催で開催[29]。
- 1984年6月23日 入野義朗記念碑除幕式と第5回入野賞授賞式が、多磨霊園内入野家墓所で行われた[29]。
- 2000年6月25日/7月12日/7月18日 「入野義朗没後20周年コンサート」が同コンサート実行委員会により開催[30]。